# Johann Friedrich Knapp (Politiker)

Johann Friedrich Knapp

Johann Friedrich Knapp (* 20. September 1776 in Erbach; † 22. Mai 1848 in Darmstadt) war ein hessischer Politiker, Altertumsforscher, Schriftsteller sowie Abgeordneter und Präsident der 2. Kammer der Landstände des Großherzogtums Hessen.

## Familie
Johann Friedrich Knapp war Sohn des erbachischen Kammerrates Theodor Friedrich Knapp (1731–1810) und seiner Frau Juliana Katharina, geborene Seyffardt (1734–1805). Juliana Seyffardt war die Tochter des gräflich-erbachischen Zentgrafen Johannes Seyffart. 
Johann Friedrich Knapp war, nach der Verlobung am 30. Dezember 1803, seit dem 30. Januar 1804 mit Elisabethe Christine, geborene Louis (1787–1862) verheiratet, mit der er 8 Kinder hatte. Einer seiner Söhne war der Chemiker Friedrich Ludwig Knapp, sein Enkel der Nationalökonom Georg Friedrich Knapp, seine Urenkelin die Sozialreformerin Elly Heuss-Knapp (verheiratet mit dem Bundespräsidenten Theodor Heuss) und sein Ururenkel der Widerstandskämpfer Ernst Ludwig Heuss. Eine Tochter heiratete den hessischen Landtagsabgeordneten Wilhelm Freiherr von Wedekind.

## Beruf

### Ausbildung

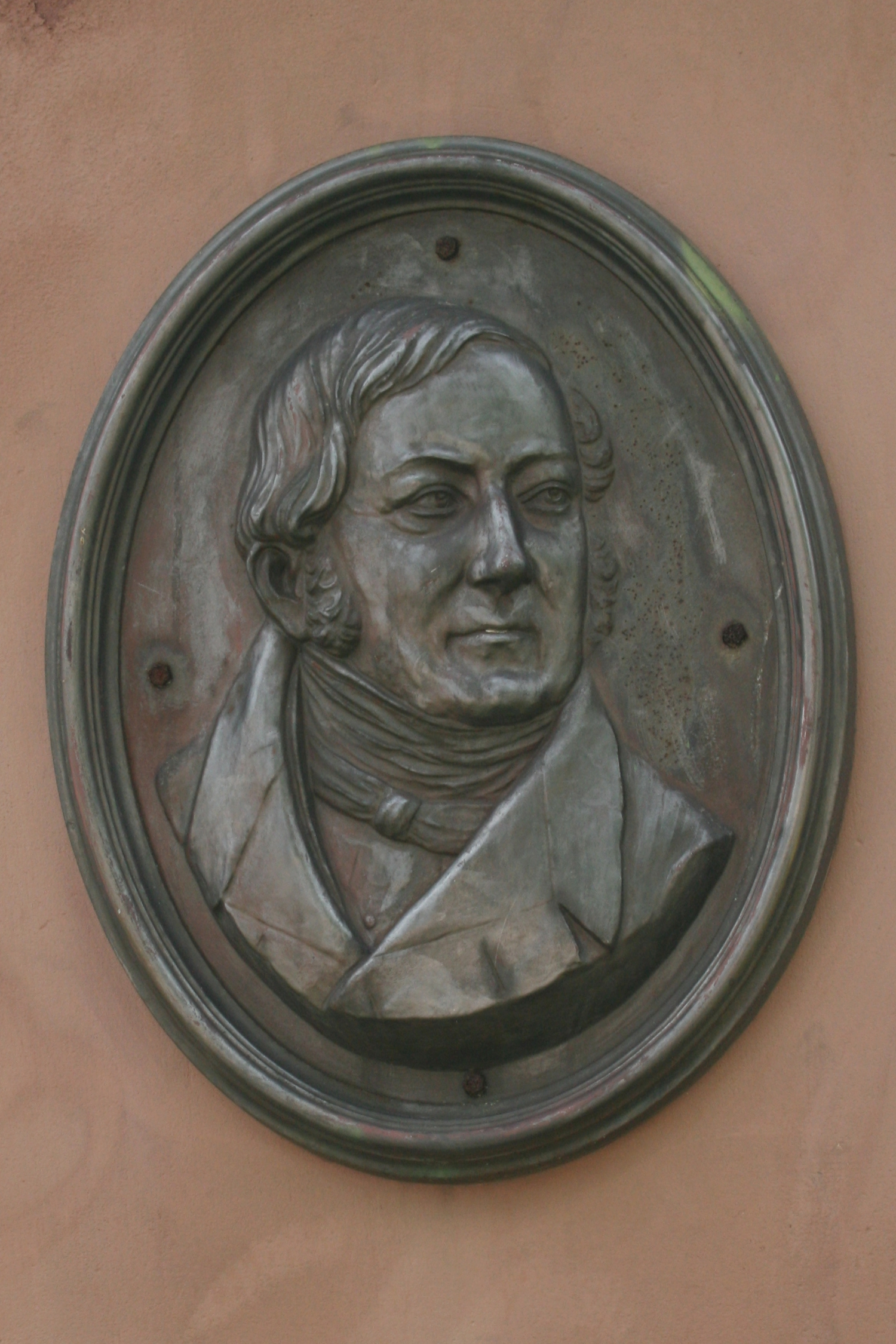
Medaillon am Sockel des Denkmals für den Grafen Franz I. auf dem Marktplatz in Erbach/Odenwald. Ostseite: Friedrich Knapp.

Johann Friedrich Knapp besuchte die Erbacher Stadtschule und war vom Grafen Franz I. zu Erbach-Erbach ausgesuchter Spielgenosse der gräflichen Kinder, so verbrachte er die meisten Nachmittage im Erbacher Schloss. Ab 1792 besuchte er das Gymnasium in Darmstadt. Knapp studierte ab dem Frühjahr 1795 Rechtswissenschaften, zunächst in Jena, danach in Marburg. 1798 meldete er sich zum juristischen Examen in Erbach an, er war der erste Prüfling in diesem Fach in Erbach überhaupt. Danach arbeitete er zunächst als Anwalt. 

### Tätigkeit für die Grafschaft Erbach
Graf Franz I. berief den erst 23-jährigen am 24. Juli 1800 zu seinem Kanzleidirektor. Er war damit Chef der Finanz- und Wirtschaftsverwaltung der Grafschaft. Sein Gehalt betrug zunächst 200 Gulden und wurde im März 1801 auf 350 Gulden erhöht.
Knapp führte die schwierigen Verhandlungen nach dem Frieden von Lunéville, zunächst für den Grafen Franz I. zu Erbach-Erbach. Im Zuge dessen wurde er zum Regierungsrat ernannt. Am 17. Oktober 1802 reiste für seinen Auftraggeber nach München. Auf Anweisung des Grafen trat er dort auch in die Dienste von dessen Schwager, Graf Ludwig Kolb von Wartenberg, für den er die Entschädigung für den Verlust seiner linksrheinischen Grafschaft Wartenberg durch die Reichsabtei Rot an der Rot in Oberschwaben beim Reichsdeputationshauptschluss erreichte. Knapp verhandelte mit zahlreichen wichtigen Persönlichkeiten der Zeit, auch mit Klemens Wenzel Lothar von Metternich. Für seinen Erfolg erhielt er zum Dank vom Grafen Kolb eine goldene Uhr und 4.000 Gulden. 1806 traf Knapp in München Napoleon Bonaparte. Nach der Mediatisierung der Grafschaft Erbach kehrte er dorthin zurück und wurde am 20. September 1808 erbachischer Rat bei der neugeschaffenen Gesamt-Justiz-Kanzlei Michelstadt. 
Knapp wurde vom Grafen Franz mit den Worten: Sie gehen nach Wien oder kein Mensch. – Franz Graf zu Erbach Erbach zum Wiener Kongress entsandt. Das führte in der Folge nach seiner Rückkehr nach Erbach zu erheblichen Auseinandersetzungen mit dem erbachischen Kanzleidirektor Friedrich Ludwig Seeger. Das Verhältnis wurde schließlich so schlecht, dass Knapp aus den erbachischen Diensten ausschied und in den Dienst des Großherzogs von Hessen, Ludewig I., trat.

### Tätigkeit für das Großherzogtum Hessen

#### Beamter
Knapp wurde 1816 als Wirklicher Geheimer Rat an das Oberappellationsgericht Darmstadt berufen. Sein Verhältnis zum Erbacher Grafenhaus blieb weiter freundschaftlich. In Darmstadt schloss sich Johann Friedrich Knapp 1815 der dortigen Freimaurerloge Johannes der Evangelist zur Eintracht an. 1818 wurde er einer der ersten Richter am neu geschaffenen Provisorischen Kassations- und Revisionsgerichtshof für die Provinz Rheinhessen, dem höchsten Gericht im Großherzogtum für den Teil seines Gebietes, die Provinz Rheinhessen, in der französisches Recht galt. Der Kassationsgerichtshof hatte seinen Sitz allerdings in Darmstadt.
1823 wurde er Mitglied des Staatsrates des Großherzogtums Hessen, 1825 Geheimer Rat im Ministerium des Inneren und der Justiz und 1832 dort Geheimer Staatsrat.

#### Abgeordneter
1820 wurde Friedrich Knapp bei den ersten Wahlen zur zweiten Kammer der Landstände des Großherzogtums Hessen für den Wahlbezirk Starkenburg 7 (Heppenheim-Fürth) in das Parlament gewählt. In der zweiten Parlamentsperiode von 1823 bis 1826 war er Präsident der zweiten Kammer. Damals noch zu den Liberalen gezählt, wurde er in den folgenden Jahren zunehmend konservativ und ein Anhänger des ebenfalls konservativen leitenden Ministers, Karl du Thil.
Für den Landtag, der 1826 gewählt wurde, war er – zusammen mit Johann Matthäus von Lehmann – Landtagskommissar der Regierung für die zweite Kammer, ebenso 1829, 1832, 1834 und 1838.

#### „Affäre Knapp“ und berufliches Ende
In der zweiten Hälfte der 1830er Jahre formierten sich in den größeren Städten „Eisenbahnkomitees“, die sich für den Anschluss ihrer Stadt an die entstehenden Eisenbahnen einsetzten und im günstigsten Fall den personellen Kern für die Gründung einer Aktiengesellschaft zum Eisenbahnbau und -betrieb stellten, so auch in Mainz. Das Mainzer Komitee favorisierte eine Anbindung an Frankfurt, wie sie dann später auch mit der Taunus-Eisenbahn entstand. In der Anfangsphase der Planungen war umstritten, ob die Trasse südlich – favorisiert von der Regierung in Darmstadt – oder nördlich des Mains – favorisiert vom Mainzer Eisenbahnkomitee – geführt werden sollte. In die Verhandlungen war Johann Friedrich Knapp intensiv eingebunden. Die Entscheidung fiel schließlich zugunsten der nördlichen Streckenführung, Mainz wurde durch den Bahnhof Mainz-Kastel angebunden.
Das Mainzer Eisenbahnkomitee offerierte Johann Friedrich Knapp anschließend ein „Geschenk“ in Höhe von 18.000 Gulden. Knapp bat Großherzog Ludwig II. das annehmen zu dürfen, was die Regierung auch genehmigte. Als der Vorgang öffentlich wurde, entwickelte sich daraus ein Skandal: Hatte Johann Friedrich Knapp sich bestechen lassen? Und hätte die Regierung der Annahme des Geldes zustimmen dürfen? Die Regierung versuchte, sich aus der Affäre zu ziehen, indem sie Johann Friedrich Knapp 1838 – bei vollen Bezügen – in den Ruhestand schickte. Für die Landstände war aber die Frage, ob die Regierung mit ihrer Zustimmung rechtswidrig gehandelt habe, der entscheidende Punkt, den sie in ihrer Auseinandersetzung mit der Regierung gerne aufgriffen.
Die Auseinandersetzung zog sich über die Jahreswende hin. Ein Ausschuss der zweiten Kammer ging davon aus, dass hier Bestechung vorgelegen habe und empfahl, das Verhalten der Regierung zu rügen. In der Kammer selbst fand das keine Mehrheit. Sie empfahl dagegen, dass die Regierung in künftigen Fällen ihre Zustimmung verweigern solle. Die erste Kammer – konservativ und regierungskonform – fand es zwar überflüssig, der Regierung eine solche Empfehlung zu erteilen, hatte aber inhaltlich dagegen auch nichts einzuwenden. Die Regierung aber behielt das letzte Wort: strafrechtlich ging sie gegen Knapp nicht vor und im Landtagsabschied von 1841 beharrte sie auf ihrem Standpunkt, solche Genehmigungen erteilen zu dürfen.

## Kulturelle und gesellschaftliche Aktivitäten

### Altertumsforschung

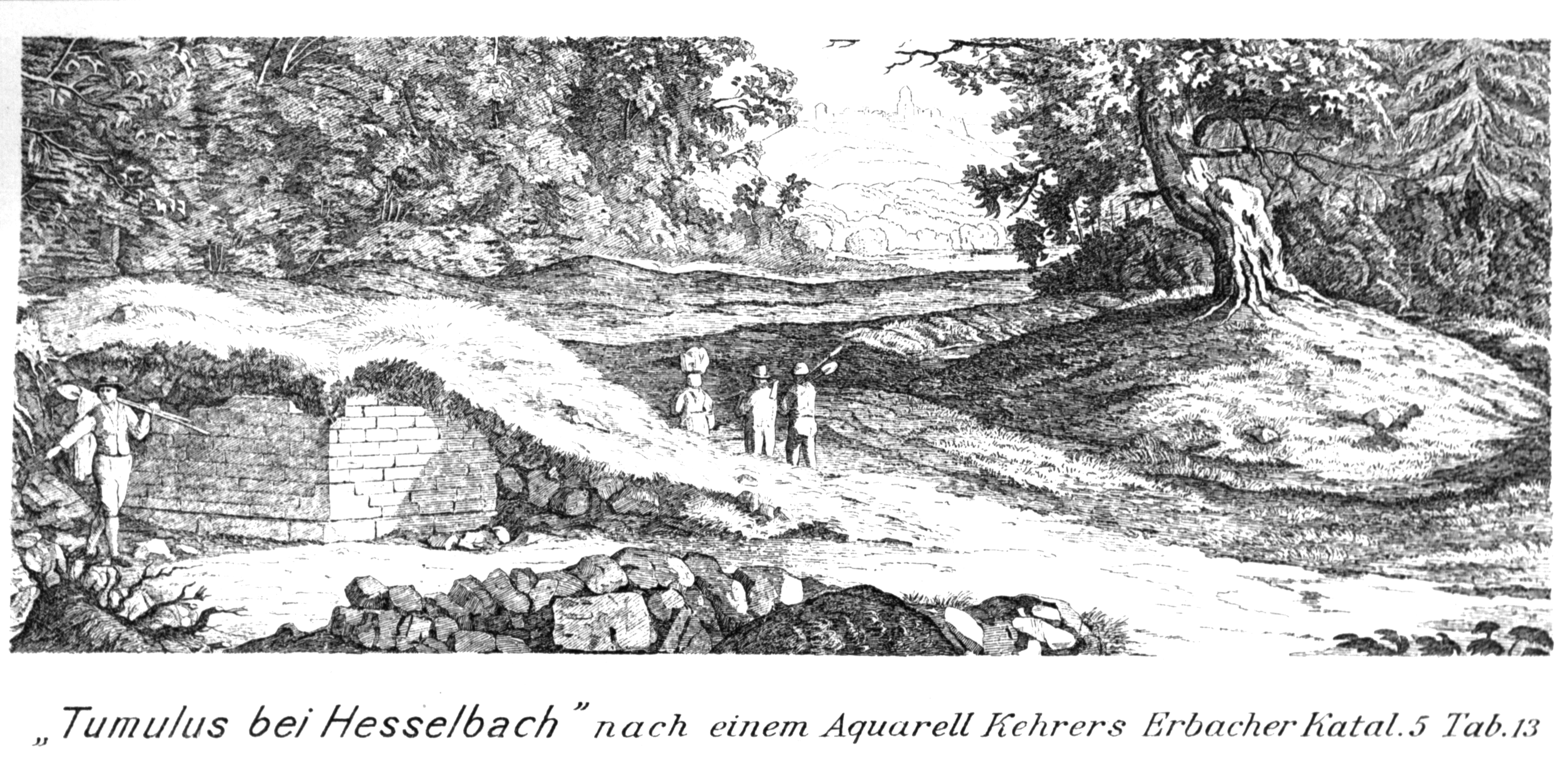
Ausgrabungen am Odenwaldlimes zur Zeit Knapps, Illustration aus den Erbacher Katalogen von Christian Kehrer

Johann Friedrich Knapp und Graf Franz I. von Erbach-Erbach teilten ein großes Interesse an Altertumsforschung. Ab 1810 vollbrachte Knapp einige Pionierleistungen der frühen Provinzialrömischen Archäologie. So untersuchte er mehrere Kastelle des Odenwaldlimes und die römische Villa rustica Haselburg. Entsprechend finden sich von ihm zahlreiche Beiträge in den Erbacher Katalogen. Das Ergebnis der Ermunterungen seitens einiger Heidelberger Professoren nach einem zufälligen Treffen 1812 führte ein Jahr später zum Erscheinen seines Werkes Römische Denkmale des Odenwaldes. Das Buch fand in der wissenschaftlichen Welt gute Annahme und verschaffte ihm einige Besuche gelehrter Persönlichkeiten seiner Zeit, darunter auch Friedrich Ludwig Jahn, der ihn im April 1814 in Michelstadt aufsuchte.
Auch später blieb er als Präsident des Historischen Vereins für das Großherzogtum Hessen der Geschichtswissenschaft verbunden.

### Literarische Tätigkeiten
Neben den schriftstellerischen Arbeiten in den Bereichen Altertumskunde und Ökonomie war Knapp auch literarisch tätig. 1813 verfasste er zwei Schauspiele. Beide sind handschriftlich überliefert, wurden aber nie gedruckt. 1838 verfasste er das Gedicht Mein Geschick in 24 Strophen, 1844, bereits im Ruhestand, Einige vergleichende Rückblicke auf die Zeiten des Landgrafen Philipp des Großmütigen von Hessen und des Großherzogs Ludwigs I. von Hessen. 1845 erschien von ihm: Warum ist die Dampfmaschine nicht früher erfunden worden? und Wo soll Siegfried, einer der Helden des Nibelungenliedes, ermordet worden seyn? Knapp legte sich in dieser Frage auf die Quelle bei Grasellenbach fest. Als bereits über 70-jähriger begann er eine, rein platonische, Freundschaft zu einer mehr als 40 Jahre jüngeren Frau, Amalie von Faber. Der Briefwechsel zwischen beiden ist erhalten, sie schrieben sich im Stil des Biedermeier meistens längere, romantische Gedichte.

## Ehrungen
- 1831 erhielt Friedrich Knapp von der Universität Gießen die Ehrendoktorwürde Dr. jur. hc.
- Er war Kommandeur I. Klasse des Großherzoglich Hessischen Ludwigsordens.

## Tod
Johann Friedrich Knapp starb am 22. Mai 1848 und wurde auf dem Alten Friedhof in Darmstadt beerdigt. Sein Grab ist noch erhalten und wird von der Stadt Darmstadt als Ehrengrab gepflegt.

### Werke
- Römische Denkmale des Odenwaldes, insbesondere der Grafschaft Erbach und Herrschaft Breuberg. Zugleich ein Wegweiser für Freunde der Alterthumskunde auf Reisen in jene Gegenden. Engelmann, Heidelberg 1813. (Auch: Meder, Heidelberg 1814) – 2., verbesserte, vermehrte Auflage mit Zusätzen von H. E. Scriba. Jonghaus, Darmstadt 1854.
- Entwürfe zu einem Strafgesetzbuch für das Großherzogtum Hessen 1831 und 1836. Mit einem Vortrag von Friedrich von Lindelof und Bemerkungen von Johann Friedrich Knapp. Herausgegeben und eingeleitet von Werner Schubert. Keip, Goldbach 1993. ISBN 3-8051-0055-8
- Vierzehn Abhandlungen über Gegenstände der Nationalökonomie und Staatswirthschaft. Jonghaus, Darmstadt 1840.
- Zahlreiche Beiträge in Archiv für hessische Geschichte und Alterthumskunde. ISSN 0066-636X.

### Sekundärliteratur
- Eduard Anthes: Knapp, Johann Friedrich. In: Allgemeine Deutsche Biographie (ADB). Band 51, Duncker & Humblot, Leipzig 1906, S. 250–252.
- Rainer Braun: Frühe Forschungen am obergermanischen Limes in Baden-Württemberg (= Schriften des Limesmuseums Aalen. Nr. 45, ZDB-ID 236356-2). Württembergisches Landesmuseum – Sekretariat der Archäologischen Sammlungen, Stuttgart 1991, S. 22 f.
- Eckhart G. Franz, Peter Fleck, Fritz Kallenberg: Großherzogtum Hessen (1800) 1806–1918. In: Walter Heinemeyer, Helmut Berding, Peter Moraw, Hans Philippi (Hg.): Handbuch der Hessischen Geschichte. Band 4.2: Hessen im Deutschen Bund und im neuen Deutschen Reich (1806) 1815–1945. Die hessischen Staaten bis 1945 = Veröffentlichungen der Historischen Kommission für Hessen 63. Elwert. Marburg 2003. ISBN 3-7708-1238-7
- Magda Heidenreich: Der Erbacher Regierungsrat Johann Friedrich Knapp als Staatsdiener, Gelehrter und Privatmann. In: Historischer Verein für die Kreisstadt und die ehemalige Grafschaft Erbach (Hrsg.): Aus der Geschichte von Stadt und Grafschaft Erbach (= Aus der Geschichte von Stadt und Grafschaft Erbach. Bd. 1, ZDB-ID 2292273-8). Historischer Verein für die Kreisstadt und die ehemalige Grafschaft Erbach, Erbach 1989, S. 119 ff.
- Jochen Lengemann: MdL Hessen. 1808–1996. Biographischer Index (= Politische und parlamentarische Geschichte des Landes Hessen. Bd. 14 = Veröffentlichungen der Historischen Kommission für Hessen. Bd. 48, 7). Elwert, Marburg 1996, ISBN 3-7708-1071-6, S. 216–217
- Klaus-Dieter Rack, Bernd Vielsmeier: Hessische Abgeordnete 1820–1933. Biografische Nachweise für die Erste und Zweite Kammer der Landstände des Großherzogtums Hessen 1820–1918 und den Landtag des Volksstaats Hessen 1919–1933 (= Politische und parlamentarische Geschichte des Landes Hessen. Bd. 19 = Arbeiten der Hessischen Historischen Kommission. NF Bd. 29). Hessische Historische Kommission, Darmstadt 2008, ISBN 978-3-88443-052-1, Nr. 450.
- Hans Georg Ruppel, Birgit Groß: Hessische Abgeordnete 1820–1933. Biographische Nachweise für die Landstände des Großherzogtums Hessen (2. Kammer) und den Landtag des Volksstaates Hessen (= Darmstädter Archivschriften. Bd. 5). Verlag des Historischen Vereins für Hessen, Darmstadt 1980, ISBN 3-922316-14-X
- Erich Zimmermann: Für Freiheit und Recht! Der Kampf der Darmstädter Demokraten im Vormärz (1815–1848) = Arbeiten der Hessischen Historischen Kommission – Neue Folge 2. Hessische Historische Kommission Darmstadt, Darmstadt 1987. ISBN 3-88443-019-X